# Золотий м'яч 2009
«Золотий м'яч 2009»

1 грудня 2009
Найкращий футболіст світу: 
 Ліонель Мессі
 (вперше)

← 2008 * Золотий м'яч * 2010 →
Золотий м'яч 2009 року — 54-те щорічне вручення нагороди найкращому футболісту світу за підсумками опитування від журналу «Франс Футбол». Церемонія нагородження відбулася 1 грудня 2009 року.

## Процедура голосування
Починаючи з 2007 року «Золотий м'яч» вручають найкращому футболісту світу.
Кількість респондентів не змінилася у порівнянні з двома попередніми роками, окрім усіх представників УЄФА, участь в опитуванні також взяли представники тих країн з інших континентів, футбольні збірні яких хоча б раз брали участь у фінальному турнірі чемпіонату світу.
Загалом в опитуванні взяли участь 96 спортивних журналістів, зокрема:
- 53 представники від футбольних асоціацій Європи, а саме: Австрії, Андорри, Азербайджану, Албанії, Англії, Бельгії, Білорусі, Болгарії, Боснії, Вірменії, Греції, Грузії, Данії, Естонії, Ізраїля, Ірландії, Ісландії, Іспанії, Італії, Казахстану, Кіпру, Латвії, Ліхтенштейну, Литви, Люксембургу, Македонії, Мальти, Молдови, Нідерландів, Німеччини, Норвегії, Північної Ірландії, Польщі, Португалії, Румунії, Росії, Сан-Марино, Сербії, Словаччини, Словенії, Туреччини, Угорщини, Уельсу, України, Фарерських островів, Фінляндії, Франції, Хорватії, Чехії, Чорногорії, Швейцарії, Швеції та Шотландії;

- 13 представників Африки, а саме: Алжиру, Анголи, Гани, ДР Конго, Єгипту, Камеруну, Кот-д'Івуару, Марокко, Нігерії, ПАР, Сенегалу, Того та Тунісу;

- 10 представників зони КОНКАКАФ, а саме: Гаїті, Гондурасу, Канади, Коста-Рики, Куби, Мексики, Сальвадору, США, Тринідад і Тобаго та Ямайки;

- 9 представників Південної Америки, а саме: Аргентини, Болівії, Бразилії, Еквадору, Колумбії, Парагваю, Перу, Уругваю та Чилі;

- 9 представників Азії, а саме: Іраку, Ірану, Китаю, Кувейту, Південної Кореї, Північної Кореї, ОАЕ, Саудівської Аравії та Японії;

- 2 представники Океанії, а саме: Австралії та Нової Зеландії.

Перед проведенням опитування журналістами «Франс Футбол» був складений попередній список із 30 претендентів на нагороду.
Кожен із членів журі обирав п'ятьох футболістів, які, на його думку, є найкращими гравцями світу. За перше місце нараховували 5 очок, за друге — чотири, за третє — три, за четверте — два, за п'яте — одне очко. Переможець максимально міг отримати 480 очок.
Представник від України включив у свою анкету наступних гравців: 1-ше місце — Ліонель Мессі; 2-ге — Хаві; 3-тє — Вейн Руні; 4-те — Дідьє Дрогба; 5-те — Кріштіану Роналду.
Результати голосування були опубліковані 1 грудня 2009 року в журналі France Football (№ 3321).

## Підсумки голосування
Переможцем опитування став 22-річний аргентинський нападник клубу «Барселона» Ліонель Мессі. Аргентинець у 2009 році у складі свого клубу став переможцем Ліги чемпіонів, а також найкращим гравцем та бомбардиром турніру, чемпіоном Іспанії, володарем кубка Іспанії, суперкубка УЄФА, суперкубка Іспанії та клубного чемпіонату світу.
Ліонелю Мессі віддали перші місця у своїх анкетах 90 з 96 респондентів, завдяки чому він значно випередив найближчих переслідувачів португальця Кріштіану Роналду та іспанця Хаві, відповідно на 240 та 303 очки. До речі, португалець та іспанець сумарно не отримали жодного першого місця від респондентів.
Ліонель Мессі набрав 98,54 % очок (473 з 480), що стало рекордним показником в історії «Золотого м'яча». Аргентинець перевершив на 0,08 % попередній найкращий показник, що його показав у 1984 році Мішель Платіні — 98,46 % (128 зі 130).
Це перший з восьми виграних Ліонелем Мессі «Золотих м'ячів».
Ліонель Мессі став першим аргентинським гравцем та шостим гравцем «Барселони», після Суареса (1960), Кройфа (1973, 1974), Стоїчкова (1994), Рівалдо (1999) та Роналдінью (2005), який виграв цей трофей.
| Місце | Гравець            | Клуб                          | Країна               | Очки | %      | Місця | Місця | Місця | Місця | Місця | К-ть голосів |
| Місце | Гравець            | Клуб                          | Країна               | Очки | %      | 1-ше  | 2-ге  | 3-тє  | 4-те  | 5-те  | К-ть голосів |
| ----- | ------------------ | ----------------------------- | -------------------- | ---- | ------ | ----- | ----- | ----- | ----- | ----- | ------------ |
| 1     | Ліонель Мессі      | Барселона                     | Аргентина            | 473  | 98.5 % | 90    | 5     | 1     |       |       | 96           |
| 2     | Кріштіану Роналду  | Манчестер Юнайтед Реал Мадрид | Португалія           | 233  | 48.5 % |       | 32    | 25    | 11    | 8     | 78           |
| 3     | Хаві               | Барселона                     | Іспанія              | 170  | 35.4 % |       | 23    | 12    | 18    | 6     | 59           |
|       |                    |                               |                      |      |        |       |       |       |       |       |              |
| 4     | Андрес Іньєста     | Барселона                     | Іспанія              | 149  | 31 %   | 2     | 9     | 20    | 17    | 9     | 57           |
| 5     | Самюель Ето'о      | Барселона Інтер               | Камерун              | 75   | 15.6 % | 2     | 9     | 7     | 3     | 2     | 23           |
| 6     | Кака               | Мілан Реал Мадрид             | Бразилія             | 58   | 12.1 % | 1     | 4     | 7     | 4     | 8     | 24           |
| 7     | Златан Ібрагімович | Інтер Барселона               | Швеція               | 50   | 10.4 % |       | 5     | 1     | 9     | 9     | 24           |
| 8     | Вейн Руні          | Манчестер Юнайтед             | Англія               | 35   | 7.3 %  |       |       | 7     | 5     | 4     | 16           |
| 9     | Дідьє Дрогба       | Челсі                         | Кот-д'Івуар          | 33   | 6.9 %  |       |       | 4     | 9     | 3     | 16           |
| 10    | Стівен Джеррард    | Ліверпуль                     | Англія               | 32   | 6.7 %  | 1     | 2     | 1     | 4     | 8     | 16           |
|       |                    |                               |                      |      |        |       |       |       |       |       |              |
| 11    | Фернандо Торрес    | Ліверпуль                     | Іспанія              | 22   | 4.6 %  |       | 1     | 2     | 3     | 6     | 12           |
| 12    | Сеск Фабрегас      | Арсенал                       | Іспанія              | 13   | 2.7 %  |       | 2     |       | 2     | 1     | 5            |
| 13    | Едін Джеко         | Вольфсбург                    | Боснія і Герцеговина | 12   | 2.5 %  |       |       |       | 2     | 8     | 10           |
| 14    | Раян Гіггз         | Манчестер Юнайтед             | Уельс                | 11   | 2.3 %  |       | 1     | 1     | 1     | 2     | 5            |
| 15    | Тьєррі Анрі        | Барселона                     | Франція              | 9    | 1.9 %  |       |       | 2     | 1     | 1     | 4            |
| 16    | Луїс Фабіано       | Севілья                       | Бразилія             | 8    | 1.7 %  |       | 1     | 1     |       | 1     | 3            |
| 16    | Ікер Касільяс      | Реал Мадрид                   | Іспанія              | 8    | 1.7 %  |       | 1     |       |       | 4     | 5            |
| 16    | Неманя Видич       | Манчестер Юнайтед             | Сербія               | 8    | 1.7 %  |       |       | 1     | 1     | 3     | 5            |
| 19    | Дієго Форлан       | Атлетіко                      | Уругвай              | 7    | 1.5 %  |       | 1     |       | 1     | 1     | 3            |
| 20    | Йоанн Гуркюфф      | Бордо                         | Франція              | 6    | 1.3 %  |       |       | 2     |       |       | 2            |
| 21    | Андрій Аршавін     | Арсенал                       | Росія                | 5    | 1 %    |       |       | 1     | 1     |       | 2            |
| 21    | Жуліо Сезар        | Інтер                         | Бразилія             | 5    | 1 %    |       |       |       | 1     | 3     | 4            |
| 21    | Френк Лемпард      | Челсі                         | Англія               | 5    | 1 %    |       |       |       | 2     | 1     | 3            |
| 24    | Майкон             | Інтер                         | Бразилія             | 4    | 0.8 %  |       |       |       | 1     | 2     | 3            |
| 25    | Дієго              | Вердер Ювентус                | Бразилія             | 3    | 0.6 %  |       |       | 1     |       |       | 1            |
| 26    | Давід Вілья        | Валенсія                      | Іспанія              | 2    | 0.4 %  |       |       |       |       | 2     | 2            |
| 26    | Джон Террі         | Челсі                         | Англія               | 2    | 0.4 %  |       |       |       |       | 2     | 2            |
| 28    | Франк Рібері       | Баварія                       | Франція              | 1    | 0.2 %  |       |       |       |       | 1     | 1            |
| 28    | Яя Туре            | Барселона                     | Кот-д'Івуар          | 1    | 0.2 %  |       |       |       |       | 1     | 1            |
|       |                    |                               |                      |      |        |       |       |       |       |       |              |
| -     | Карім Бензема      | Ліон Реал Мадрид              | Франція              | 0    |        |       |       |       |       |       |              |

## Цікаві факти
- Розподіл по амплуа серед 29 футболістів згаданих в анкетах наступний: 2 воротарі, 3 захисники, 12 півзахисників та 12 нападників.
- З 29 гравців згаданих в анкетах 19 представляли Європу, 7 — Південну Америку, 3 — Африку.
- Ліонель Мессі став 43-м футболістом володарем нагороди «Золотий м'яч».
- Другий рік поспіль усі 96 респондентів включили у свої анкети переможця опитування. Ліонель Мессі отримав: 90 перших місць, 6 — других та 1 третє місце.
- Ліонель Мессі вчетверте потрапив у підсумковий залік опитування. У 2006 році аргентинський гравець набравши 2 очки посів 20 місце, у 2007 посів 3 місце (255 очок) та у 2008 — 2 місце (281 очко).
- Ліонель Мессі та Кріштіану Роналду третій рік поспіль потрапляють у трійку найкращих за підсумками опитування.
- Перемога Мессі зробила його першим гравцем аргентинського походження, який виграв нагороду після Омара Сіворі в 1961 році. Однак Сіворі на той час прийняв італійське громадянство і, як відомо, виграв «Золотий м'яч» як італійський футболіст.
- Взагалі Ліонель Мессі є третім гравцем аргентинського походження, після Альфредо Ді Стефано (1957, 1959) та Омара Сіворі, який вигравав «Золотий м'яч». Відомо, що Ді Стефано та Сіворі не відмовлялися від аргентинського громадянства маючи на руках відповідно паспорти Іспанії та Італії.
- Ліонель Мессі завоював перший трофей для Аргентини. Через 14 років Аргентина обійде за кількістю нагород усі країни та очолить залік з доробком у 8 «Золотих м'ячів». Наразі лідерами за кількістю трофеїв залишалися Німеччина та Нідерланди — по 7, у Франції було 6 нагород, Італії, Англії та Бразилії — по 5, в Іспанії, Португалії та СРСР — було по 3 нагороди.
- Аргентина стала третьою неєвропейською країною, після Ліберії та Бразилії, представник якої став володарем нагороди «Золотий м'яч».
- 29 згаданих в анкетах футболістів представляли 14 країн, зокрема: Іспанію — 6, Бразилію — 5, Англію — 4, Францію — 3, Кот-д'Івуар — 2, Аргентину, Португалію, Боснію і Герцеговину, Уельс, Уругвай, росію, Камерун, Сербію та Швецію — по 1 гравцю.
- Вперше в анкетах респондентів були згадані представники Боснії і Герцеговини (Едін Джеко) та Уругваю (Дієго Форлан). Загальна кількість країн чиї представники потрапляли в загальний залік опитувань досягла 52-х.
- 24 роки поспіль в заліку опитувань відсутні представники Угорщини, які раніше були постійними учасниками опитувань. Також протягом 22 років поспіль відсутні представники Шотландії, по 15 — Бельгії та Австрії, 11 — Хорватії.
- Вперше з 1985 року в заліку опитування не було представників Італії. До цього італійські гравці згадувалися в анкетах респондентів протягом 23 років поспіль.
- Втретє за останні шість років в анкетах респондентів не було представників Німеччини. До речі, у період з 1957 по 2003 рік німецькі гравці 47 років поспіль потрапляли у залік опитувань, що є рекордним показником в історії. Найкращий поточний показник мала Франція — 21 рік поспіль згадувань в анкетах респондентів.
- Усього за 54 роки вручення нагороди найчастіше згадувалися в анкетах хоча б одного разу футболісти Італії — у 51 опитуванні, німецькі гравці згадувалися у 50 опитуваннях, футболісти Англії та Франції — у 49, Іспанії — у 47, Нідерландів — у 37, Португалії — у 36, Швеції — у 34, Югославії — у 30, СРСР — у 29, Данії та Бельгії — у 24, Шотландії та Болгарії — у 23, Угорщини — у 20 опитуваннях.
- Німецькі футболісти найчастіше потрапляли в загальний залік опитувань — 173 рази, італійські — 169, англійські — 138, французькі — 122, іспанські — 97, нідерландські — 92, радянські — 66, португальські — 61, бразильські — 52, угорські та шведські — по 50, югославські — 46, данські — 44 рази.
- Втринадцяте лауреатом трофея став представник іспанської першості. Лідером за цим показником залишався італійський чемпіонат — 18 трофеїв, в іспанської першості було 13 трофеїв, у німецької — 9, англійської — 6 трофеїв.
- Всьоме лауреатом опитування став футболіст «Барселони». До Ліонеля Мессі, це також вдавалося Луїсу Суаресу (1960), Йогану Кройфу (1973, 1974), Христо Стоїчкову (1994), Рівалдо (1999) та Роналдінью (2005).
- «Барселона» стала 3-м клубом представник якого виграв трофей «Золотий м'яч» щонайменше 7 разів. Лідерами серед клубів за кількістю нагород залишалися «Мілан» та «Ювентус» — по 8 трофеїв. 7 нагород було у «Барселони», 6 — у мадридського «Реала», 5 — у «Баварії», 4 — у «Манчестер Юнайтед».
- Всього в анкетах були згадані гравці з 14 клубів, серед них найбільше було представників «Барселони» — 6, «Манчестер Юнайтед», «Челсі», «Інтернаціонале» та мадридського «Реала» — по 3, «Ліверпуля» та «Арсенала» — 2 гравці.
- Всього за 54 роки проведення опитувань в анкетах загалом були згадані 667 футболістів зі 192 клубу. Футболісти «Ювентуса» були згадані хоча б одного разу у 44 опитуваннях, мадридського «Реала» — у 42 опитуваннях, «Барселони» — у 40, «Мілана» та «Манчестер Юнайтед» — у 38, «Інтернаціонале» — у 37, «Баварії» — у 36, «Ліверпуля» — у 23, «Аякса» — у 21, «Фіорентіни» та «Тоттенгем Готспур» — у 19, «Арсенала» — у 18, «Кельна» — у 17, «Олімпік» (Марсель) — у 16, «Роми», «Црвени Звезди» та «Бенфіки» — у 15, празької «Дукли», «Гамбурга» та київського «Динамо» — у 14 опитуваннях.
- Лідером за кількістю футболістів, які фігурували в опитуваннях щотижневика «Франс Футбол» був мадридський «Реал» — 42 гравці, «Ювентус» представляли 40 гравців, «Барселону» — 38 гравців, «Мілан» — 35, «Манчестер Юнайтед» — 34, «Інтернаціонале» — 27, «Аякс», «Баварію» та «Ліверпуль» — по 21, «Арсенал» — 16, «Лаціо» — 14, «Кельн», марсельський «Олімпік» та «Челсі» — по 13, київське «Динамо» — 12, «Бенфіку» — 11 футболістів.
- Вперше в історії опитувань був згаданий футболіст «Вольфсбург» (Едін Джеко). Загальна кількість клубів чиї представники потрапляли в загальний залік опитувань досягла 192-х.
- Вперше в анкетах респондентів були згадані 9 футболістів, зокрема: Андрес Іньєста, Едін Джеко, Луїс Фабіано, Дієго Форлан, Йоанн Гуркюфф, Жуліо Сезар, Майкон, Дієго Рібас да Кунья та Яя Туре.
- Загалом 667 згаданих в анкетах гравців за історію проведення опитувань представляли 52 країни. Лідерами за кількістю таких футболістів були Німеччина — 59, а також Італія — 58 та Англія — 55 гравців. У десятку лідерів також входили Франція — 49, Іспанія — 47, Нідерланди — 36, СРСР — 29, Югославія — 25, Швеція та Португалія — по 23 гравці, одинадцятою йшла Бразилія, яку представляли 22 гравці.
- Тьєррі Анрі вдев'яте був згаданий в анкетах респондентів. Рекордсменами за кількістю потраплянь у заліки опитувань залишалися Франц Бекенбауер та Йоган Кройф — в обох по 12, у Еусебіу, Мішеля Платіні, Зінедіна Зідана та Паоло Мальдіні було по 11, у Льва Яшина, Джанні Рівери, Герда Мюллера та Мікаеля Лаудрупа  — по 10, у Боббі Чарлтона, Сандро Маццоли та Тьєррі Анрі& — було по 9 потраплянь.
- Лідером за кількістю потраплянь у чільну п'ятірку залишався Франц Бекенбауер — 10 разів, далі розташовувалися Мішель Платіні — 8, Йоган Кройф — 7, Еусебіу та Зінедін Зідан — по 6, а також Карл-Гайнц Румменігге, Луїс Суарес, Андрій Шевченко та Тьєррі Анрі — по 5 разів.
- Франц Бекенбауер також залишався лідером за кількістю потраплянь у 10-ку найкращих — 11 разів, за ним розташовувалися Мішель Платіні та Йоган Кройф — по 9, Еусебіу, Джанні Рівера та Герд Мюллер — по 8, Боббі Чарлтон, Карл-Гайнц Румменігге, Зінедін Зідан та Тьєррі Анрі — по 7 разів.